# Église apostolique arménienne
Pour les articles homonymes, voir Église apostolique.
L'Église apostolique arménienne (en arménien : Հայաստանեայց Առաքելական Եկեղեցի, Hayastaneayc Arakelakan Yekeqeci) est une Église chrétienne orthodoxe orientale autocéphale. C'est une des Églises des trois conciles.
Elle revendique son titre d'« apostolique » en faisant remonter ses origines aux apôtres Jude Thaddée et Barthélemy. Devenue religion officielle du royaume d'Arménie avec la conversion du roi Tiridate IV par saint Grégoire l'Illuminateur, elle développe son particularisme du VIe au début du VIIIe siècle, qui voit sa christologie se stabiliser selon la doctrine miaphysite.
Le « Patriarche suprême et Catholicos de tous les Arméniens » qui réside à Etchmiadzin près d'Erevan bénéficie d'une primauté d'honneur parmi les différents hiérarques ; le titulaire actuel est Garéguine II depuis le 27 octobre 1999.

## Nom
L'Église apostolique arménienne est aussi connue sous d'autres noms :
- Sainte Église universelle apostolique orthodoxe arménienne[2]
- Église orthodoxe arménienne
- Église arménienne orthodoxe orientale [4]
- Église grégorienne arménienne
- Église apostolique arménienne grégorienne[5]
- Église d'Arménie[6]

## Histoire

### La légende d'Abgar

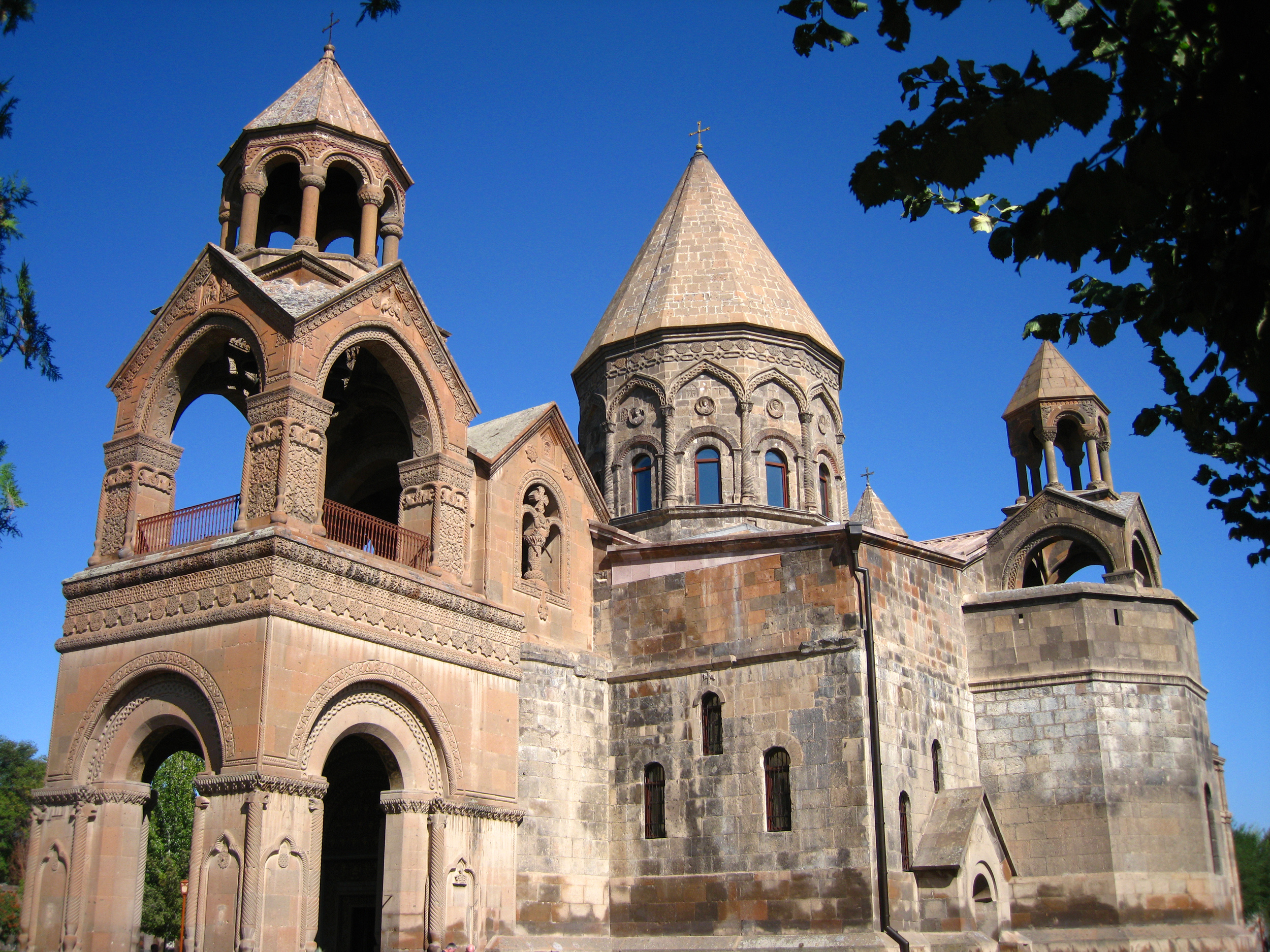
La cathédrale d'Etchmiadzin, église-mère de l'Église apostolique arménienne.

Diverses légendes ou traditions lient les origines de l'Église arménienne aux apôtres Jude et Barthélemy, lui valant le qualificatif d'« apostolique ». La légende de la guérison d'Abgar V grâce au Mandylion en est un exemple, ce souverain étant considéré comme arménien par l'Église arménienne. La tradition affirme en effet que Jude, également appelé Thaddée, fut envoyé évangéliser l'Arménie par Abgar, vu comme l'oncle du roi d'Arménie Sanatrouk. Les détails varient largement, mais dans toutes les versions, Thaddée convertit Sandoukht, la fille du roi. Dans certaines versions, Sanatrouk se convertit également avant d'apostasier ; selon d'autres, il ne se convertit jamais et fut au contraire hostile au christianisme. Dans tous les cas, il soumit Thaddée et Sandoukht au martyre. L'apôtre Thaddée aurait été exécuté dans la ville de Maku vers 45. D'autres versions font également arriver l'apôtre Barthélemy en Arménie à l'époque de l'exécution de Thaddée, où il connut également le martyre dans les années 60,,. Quoi qu'il en soit de l'authenticité de ces traditions, le christianisme a probablement été introduit assez tôt en Arménie, étant donné que des persécutions contre les chrétiens sont rapportées pour les années 110, 230 et 287 par Eusèbe de Césarée et Tertullien.

### Conversion du roi Tiridate

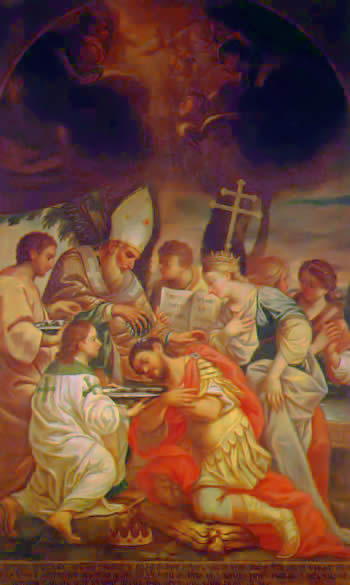
Baptême de Tiridate IV.

Le royaume d'Arménie fut le premier État à adopter le christianisme lorsque saint Grégoire l'Illuminateur convertit le roi Tiridate IV et les membres de sa cour, un événement traditionnellement placé en 301 mais probablement plus tardif, au plus tard en 314. Tiridate était devenu roi en 298, notamment grâce au soutien de l'empereur romain Dioclétien, initiateur de la principale persécution des chrétiens. En 301, des vierges consacrées chrétiennes fuyant la persécution de Dioclétien arrivent en Arménie sous la conduite de Gayané ; le roi les fait arrêter et convoite l'une d'entre elles, Hripsimé, mais devant le refus de cette dernière, la soumet au martyre, ainsi que tout son groupe. La tradition assure alors que Tiridate serait tombé malade (selon la légende, Tiridate aurait alors été transformé en sanglier) ; sa sœur Khosrovanouch aurait ensuite entendu en rêve qu'il fallait mettre fin aux persécutions des chrétiens. Mis au courant, Tiridate aurait fait libérer Grégoire, qui l'aurait guéri et converti. L'histoire est vraisemblablement différente : après la fin du règne de Dioclétien en 305, Grégoire, un Arménien éduqué et ordonné prêtre à Césarée de Cappadoce, retourne prêcher en Arménie et affronte Tiridate, qui le fait jeter dans une fosse (à l'emplacement de l'actuel monastère de Khor Virap). Toutefois, l'impression laissée par Grégoire sur Tiridate ainsi que l'intervention de la sœur du roi mènent à la libération du prisonnier et au repentir royal. En 314, après avoir été oint évêque à Césarée, Grégoire baptise le roi, sa cour et ses sujets, faisant de l'Arménie une nation chrétienne.
Tiridate fait en outre de Grégoire le premier Catholicos d'Arménie. Le roi et le Catholicos font détruire les anciens centres païens et construire églises et monastères ; prêtres et évêques sont ordonnés. La tradition rapporte qu'alors qu'il méditait à Vagharchapat (l'actuelle Etchmiadzin), la capitale de l'époque, Grégoire aurait eu une vision du Christ frappant la terre d'un marteau, faisant jaillir un grand édifice surmonté d'une croix. Convaincu de la volonté divine, il fait bâtir en cet endroit et avec l'aide de Tiridate l'édifice de sa vision ; la capitale est alors renommée Etchmiadzin, « le Monogène est descendu »,,.

### Les premiers conciles
L'Église arménienne est initialement en communion avec les autres communautés chrétiennes ; son Catholicos est ainsi représenté au premier concile de Nicée et au premier concile de Constantinople. S'il ne peut assister au concile d'Éphèse de 431, le Catholicos Sahak Ier souscrit à ses conclusions.
Pour des raisons politiques, l'Église arménienne ne participe pas au concile de Chalcédoine de 451. Des moines syriens, disciples de Sévère d'Antioche, leur firent connaître l'Hénotique de l'empereur Zénon, interprété dans un sens anti-chalcédonicien. Au premier concile de Dvin, en 506, l'Église adopte ce texte comme confession de foi. Cette décision est confirmée au second concile de Dvin, vers 552, qui rejette expressément les décisions du concile de Chalcédoine. Les tentatives d'union des VIe et VIIe siècles échouèrent et aboutirent à la séparation avec l'Église géorgienne qui adopta, vers 608, la définition christologique de Chalcédoine.
Par ailleurs, le christianisme se renforce en Arménie par la traduction de la Bible en arménien par Mesrop Machtots. En effet, avant le Ve siècle, l'arménien n'étant pas écrit, la Bible et la liturgie sont rédigées en grec ; ce n'est qu'en 405 qu'à la suite de la demande du Catholicos Sahak Ier, Mesrop Machtots achève la création de l'alphabet arménien, suivie de la traduction des textes religieux en arménien. La Bible arménienne se différencie toutefois des Bibles des autres Églises orientales : les livres deutérocanoniques ne sont en effet traduits qu'au VIIIe siècle et ne sont lus dans les églises qu'à partir du XIIe siècle.

## Monophysisme et miaphysisme

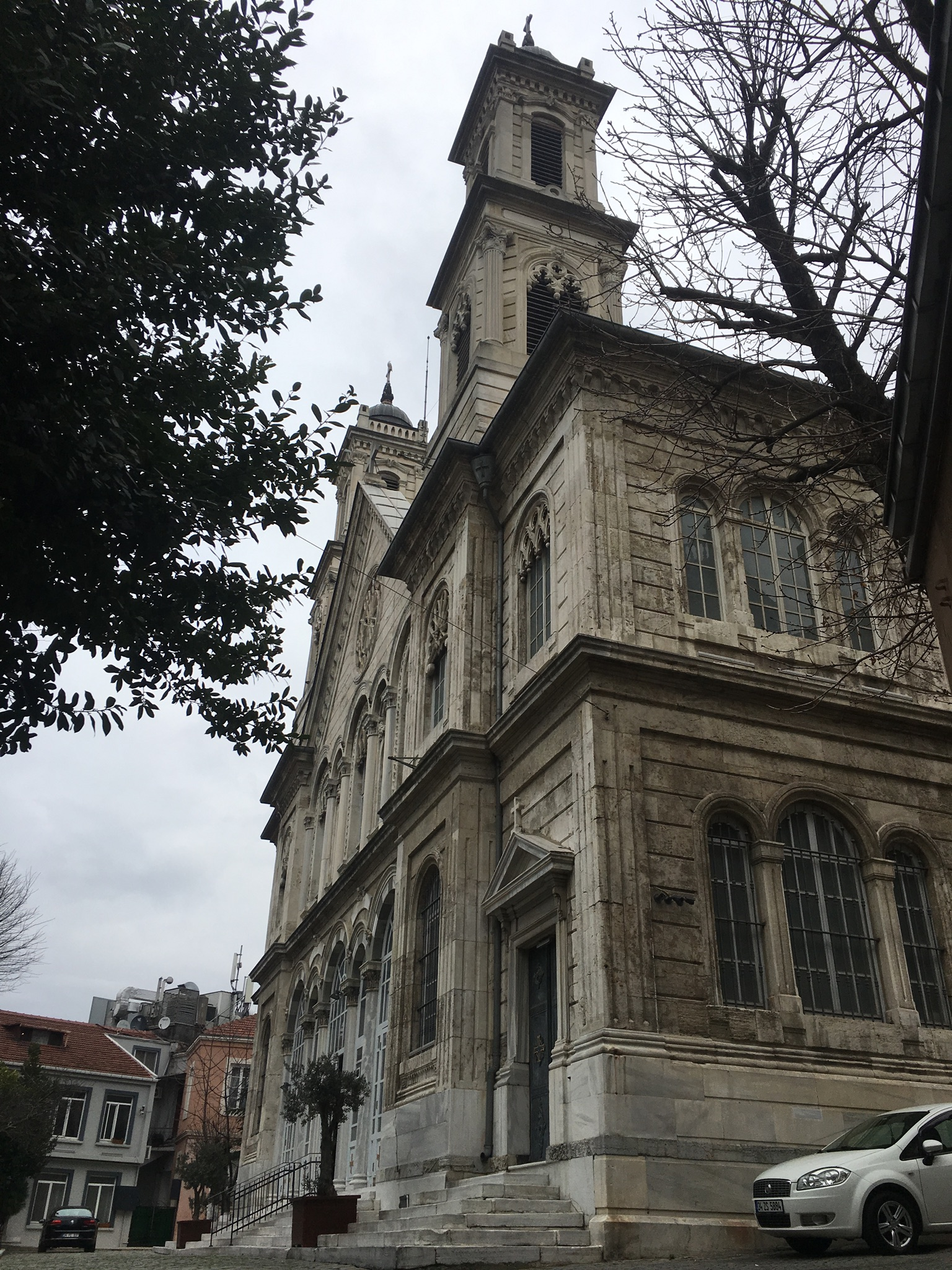
L'église arménienne Taksim Surp Harutyun, à Istanbul.

L'Église arménienne était autrefois considérée comme monophysite tant par l'Église catholique que par l'Église orthodoxe, en raison de son rejet (à la suite des Églises d'Alexandrie et d'Antioche) des décisions du concile de Chalcédoine de 451 où fut condamné le monophysisme d'Eutychès. Les liens ont été officiellement rompus avec Constantinople en 553, lorsque le second concile de Dvin a rejeté la formule dyophysite de Chalcédoine.
Pour l'Église arménienne, il s'agit cependant d'une description incorrecte de sa position, étant donné qu'elle considère également que le monophysisme selon Eutychès, condamné à Chalcédoine, est une hérésie. Rejetant la formule de Chalcédoine, elle adhère à la doctrine issue de la christologie de Cyrille d'Alexandrie, le miaphysisme. Sa doctrine est fixée en 726 au synode de Manazkert :

« L'unique nature du Verbe de Dieu s'est faite homme, en prenant une chair corruptible et mortelle, comparable à celle d'Adam après la chute ; mais, par le feu de sa divinité, le Verbe a rendu cette chair immortelle et incorruptible, comme celle du premier homme au paradis. En conséquence, le Christ est naturellement impassible. S'il est mort sur la croix, après avoir souffert, ce n'est pas l'effet de sa nature, mais la décision de sa volonté, en vue de notre salut. »

## Organisation

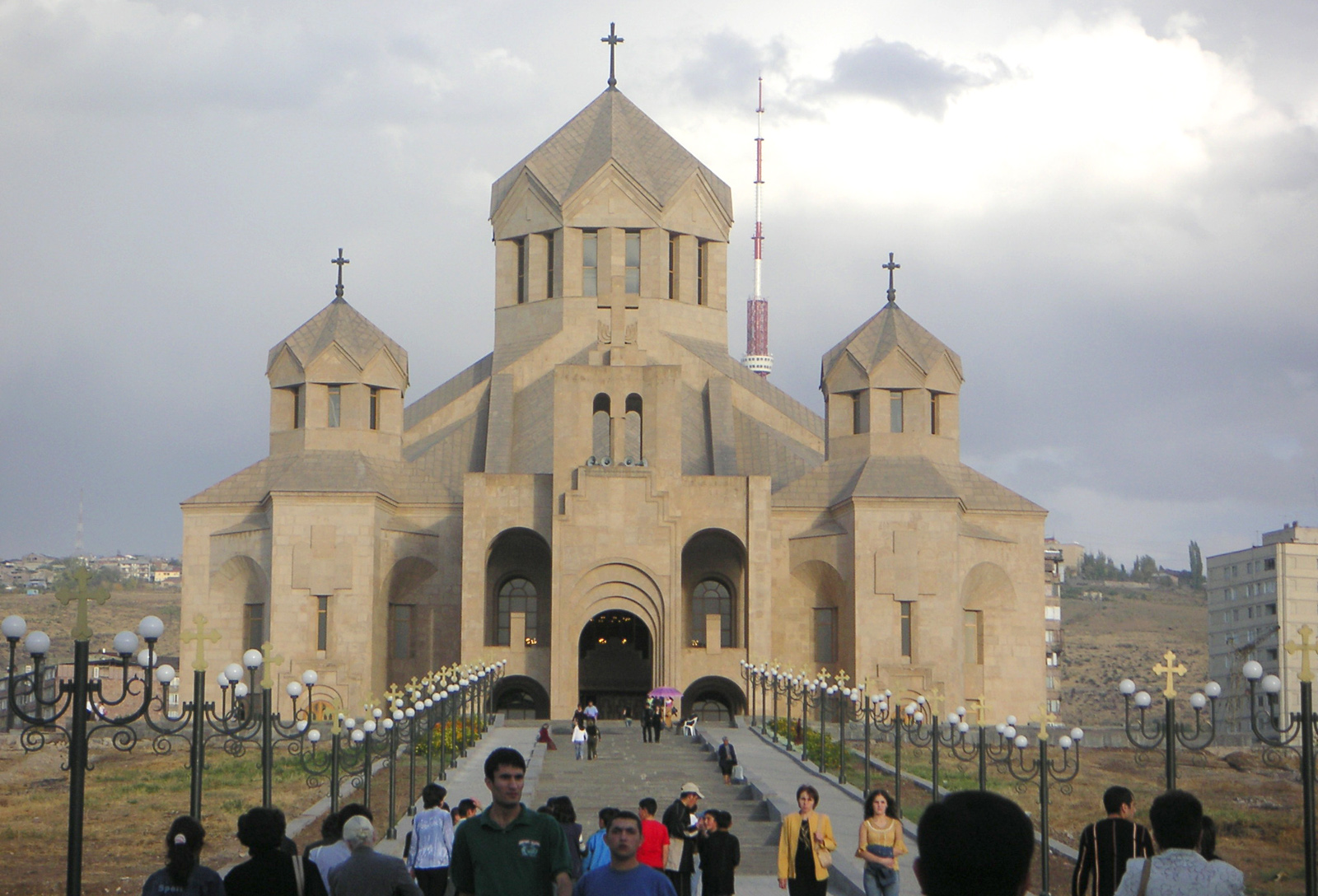
Cathédrale Saint-Grégoire-l'Illuminateur d'Erevan.

L'Église arménienne comprend quatre sièges épiscopaux éminents, deux catholicossats autocéphales et deux patriarcats secondaires :
- le catholicossat de tous les Arméniens ;
- le catholicossat de la Grande Maison de Cilicie (Antélias), avec juridiction sur les diocèses de Syrie, Liban et Chypre[23] ;
- le patriarcat de Constantinople, qui a juridiction sur la Turquie et la Crète[24] ;
- le patriarcat de Jérusalem, avec juridiction sur Israël, la Palestine et la Jordanie[25].

Jusqu'en 1895, il existait un troisième catholicossat, le petit catholicossat d'Aghtamar.
Le Patriarche suprême et Catholicos de tous les Arméniens qui siège à Etchmiadzin jouit d'une primauté d'honneur parmi les titulaires de ces sièges.

## Relations avec les autres Églises

### Avec les Églises orthodoxes des sept conciles
- Unions éphémères avec l'Église de Constantinople au cours du VIIe siècle. Autres tentatives infructueuses d'unions aux IXe et XIIe siècles.

### Avec l'Église catholique
- Union éphémère avec l'Église de Rome en 1198.

#### Dialogue bilatéral
- 1970 : déclaration commune de Paul VI et de Vasken Ier[26] ;
- 1996 : déclaration commune de Jean-Paul II et de Karékine Ier[27] :

« …Ils saluent avec une satisfaction particulière le grand progrès réalisé par leurs Églises dans leur recherche commune de l’unité dans le Christ, le Verbe de Dieu fait chair. Dieu parfait dans sa divinité, homme parfait dans Son humanité, Sa divinité est liée à Son humanité dans la Personne du Fils Unique de Dieu, dans une union qui est réelle, parfaite, sans confusion, sans altération, sans division, sans aucune forme de séparation.
La réalité de cette foi commune en Jésus Christ et dans la succession même du ministère apostolique, a été parfois voilée ou ignorée. Des facteurs linguistiques, culturels et politiques ont largement contribué à l’apparition de divergences théologiques qui ont trouvé une expression dans la terminologie utilisée pour la formulation de leur doctrine. […] en vertu de la déclaration présente, les controverses et les divisions regrettables qui ont parfois découlé des façons différentes d’exprimer cette foi, ne devraient plus continuer à influer de façon négative sur la vie et sur le témoignage de l’Église d’aujourd’hui. »
- 1997 : déclaration commune de Jean-Paul II et d'Aram Ier, catholicos arménien de Cilicie[28].
- 19 mars 2013 : le Catholicos des arméniens Karekin II, assiste à la Messe inaugurale du pontificat du pape François à Saint-Pierre de Rome.

## Oudis et Tats
Le caractère national de l'Église arménienne est très fort et elle a été longtemps l'institution principale du peuple arménien. Il y a donc historiquement une quasi identité entre le peuple arménien et son Église. Deux petites communautés chrétiennes du Caucase appartiennent cependant à l'Église apostolique arménienne, les Oudis dans leur très grande majorité et une minorité des Tats. Elles sont considérées comme les héritières de l'ancienne Église albanienne.

## Source
- (en) Cet article est partiellement ou en totalité issu de l’article de Wikipédia en anglais intitulé « Armenian Apostolic Church » (voir la liste des auteurs).